# Viré-en-Champagne
Viré-en-Champagne ist eine französische Gemeinde mit 203 Einwohnern (Stand: 1. Januar 2022) im Département Sarthe in der Region Pays de la Loire. Die Gemeinde gehört zum Arrondissement La Flèche und zum Kanton Loué. Die Einwohner werden Viréens und Viréennes genannt.

## Geografie
Viré-en-Champagne liegt etwa 35 Kilometer westlich von Le Mans in der historischen Provinz Maine. Umgeben wird Viré-en-Champagne von den Nachbargemeinden Saint-Denis-d’Orques im Norden, Avessé im Osten und Südosten, Cossé-en-Champagne im Süden und Westen sowie Bannes im Westen und Nordwesten.

## Bevölkerungsentwicklung
| 1962                       | 1968 | 1975 | 1982 | 1990 | 1999 | 2006 | 2013 | 2020 |
| -------------------------- | ---- | ---- | ---- | ---- | ---- | ---- | ---- | ---- |
| 392                        | 342  | 237  | 190  | 193  | 164  | 228  | 231  | 198  |
| Quellen: Cassini und INSEE |      |      |      |      |      |      |      |      |

## Sehenswürdigkeiten
- Kirche Saint-Étienne aus dem 15. Jahrhundert
- Schloss Viré aus dem 15. Jahrhundert, Schlossgebäude, Kapelle und Spuren der früheren Gärten seit 1989 als Monument historique eingeschrieben, Eingangsportal aus der ersten Hälfte des 17. Jahrhunderts seit 1991 klassifiziert

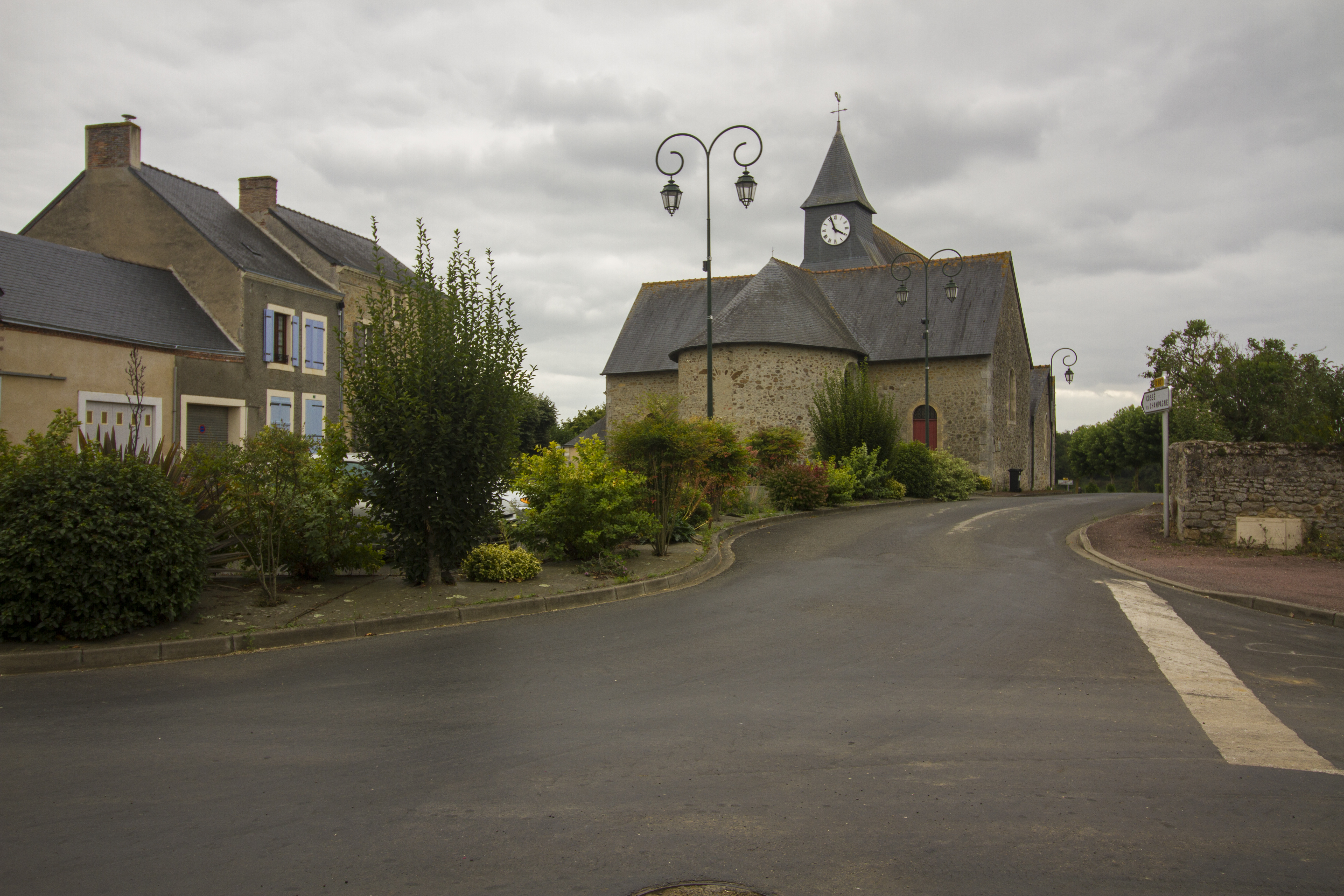
Kirche Saint-Étienne
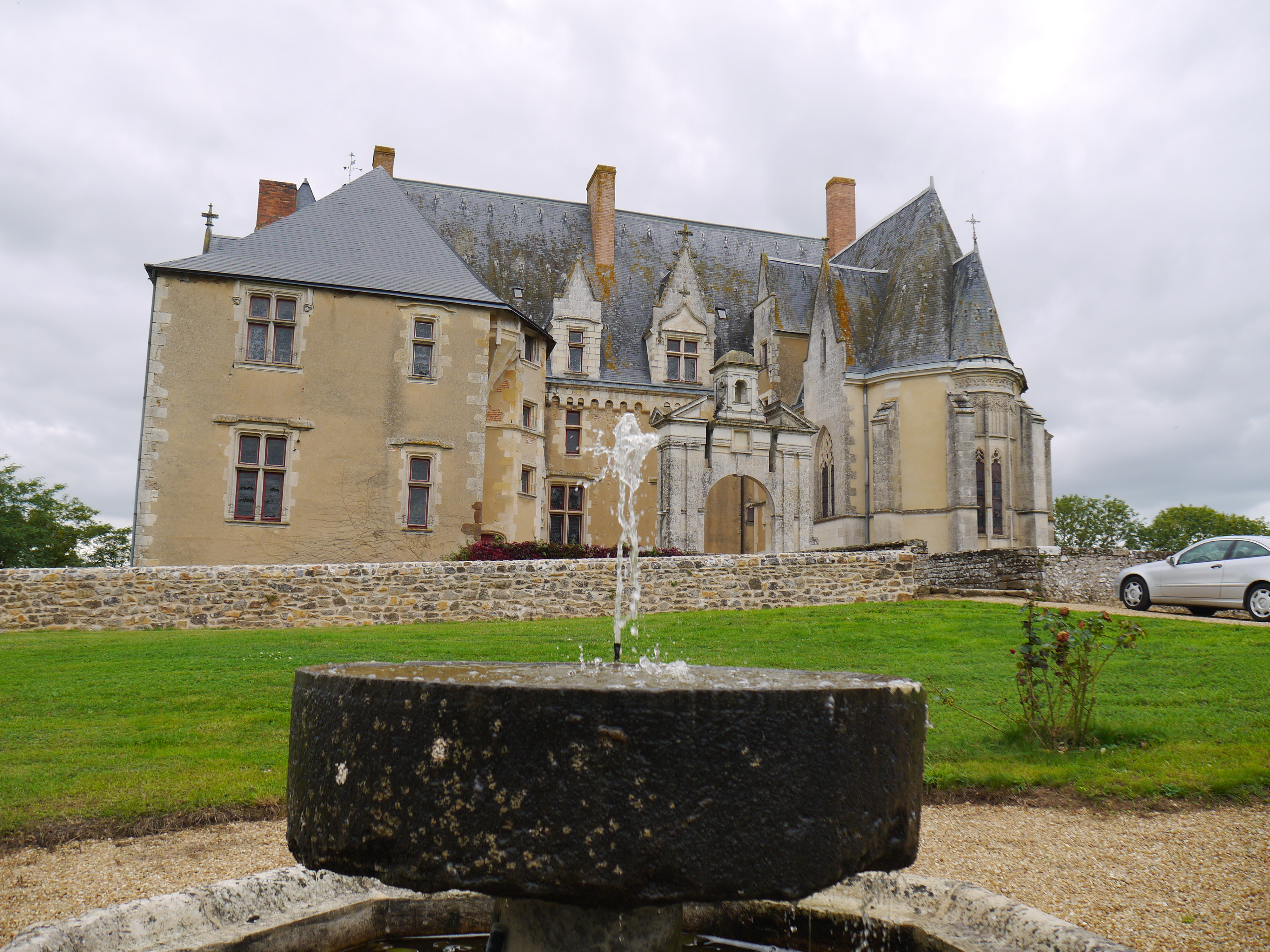
Schloss Viré